# Esprit de Valdemar
Esprit de Valdemar er en parfume, som i 1836 blev opfundet af Mads Graa Aarsleff i hans apotek i Vordingborg.

## Eau de Cologne
Aarsleff drev et apotek i Vordingborg, som han tjente godt på. Han tog på studietur til Köln, hvor han besøgte parfumehuset Farina gegenüber og blev inspireret til at lave en dansk pendant til den succesfulde duftevand Eau de Cologne. Hjemme i Vordingborg beskæftigede Aarsleff byens kvinder med at plukke rosenblade omkring Vordingborg Slots ruiner. Roserne blev destilleret og kom på flaske. Med tilladelse fra kong Frederik 6. lancerede Aarsleff den 26. februar 1836 Danmarks og Nordens første parfume, Esprit de Valdemar. Det fransk-klingende navn, som betyder Valdemars Ånd, er en reference til de tre danske konger Valdemar den Store, Valdemar Sejr og Valdemar Atterdag, der alle har haft stor betydning for Vordingborg. Gåsetårnet, som er byens vartegn, blev parfumens varemærke. Skruelåget på toppen af flasken fik senere form efter guldgåsen på tårnet.

## Selskabshistorie
Esprit de Valdemar Eau de Cologne blev en stor succes, og i 1842 blev firmaet overtaget af Aarsleffs søn, H.C. Aarsleff, som var apoteker i Præstø og tillige barber og chokoladefabrikant. Firmaet voksede og apotekerens to døtre overtog firmaet. De drev det frem til 1932, hvor det blev opkøbt af De Danske Spritfabrikker i Aalborg og flyttet til København. Efter at have været i København nogle år blev firmaet flyttet til Skodsborg i et tidligere hotel lige ud til Øresund, som blev kaldt "Esprit de Valdemar"-huset. På samme tid opnåede Esprit de Valdemar at blive udnævnt til Hofleverandør.
Flere produkter kom til udvalget, herunder hårvandet Fougère, Portugal og Brillantine, der blev solgt til barbersaloner over hele landet. Firmaet var også på et tidspunkt eneforhandler i Danmark af det tyske parfumemærke 4711.
De Danske Spritfabrikker ønskede i 1983 at ændre organisation, og Bent Frits Nielsen købte Esprit de Valdemar og slog det sammen med sit eget firma, Bella Vista. Esprit de Valdemar ejes i dag(2021) af Bent Frits Nielsens søn, Torben Frits Nielsen, og Esprit de Valdemar produceres på fabrikken KEMEX A/S i Silkeborg.

## Marketing
En del af Esprit de Valdemars succes var blandt andet Aarsleff-familiens talent for markedsføring og reklame. Store reklamekampagner blev udbredt, og ved aktivt at bruge Gåsetårnet blev Vordingborg yderligere sat på landkortet. Markedsføringskampagnen inkluderede også fremsendelser af reproduktioner af J.Th. Lundbyes maleri af Gåsetårnet, som blev ophængt i landets barbersaloner.
Efter at De Danske Spritfabrikker havde overtaget styringen med selskabet, benyttede de et af tidens nyeste marketingtricks - biografreklamer med nogle af tidens største skuespillere som Ib Schønberg og Osvald Helmuth. En af reklamevideoerne ligger i dag tilgængelig på YouTube. Denne blev også vist til fulde i Ørkenens Sønners show “Varm Luft i Canal Grande” fra 2011. 
Esprit de Valdemar blev et gennemgående tema i det prisvindende radioprogram på Radio 24syv, Den Korte Radioavis, hvor den markante (fiktive) seniorkorrespondent Kirsten Birgit Schiøtz Kretz Hørsholm som reference til den ikoniske biografreklame også fortæller om de mange egenskaber og anvendelsesmuligheder, som Esprit de Valdemar har. I udsendelsen den 25. april 2017 siger seniorkorrespondenten blandt andet: "Hvad hvis du f.eks. har en færge, som har samlet sig en masse alger på undersiden, så tager du 200 liter Esprit de Valdemar og en stor kost, og så går du ellers bare i gang med skroget. Ja, du skal lige selvfølgelig også have en tørdok, men det er da det mindste problem."